# Проспект Расула Гамзатова
Проспект Расула Гамзатова — центральная и главная улица Махачкалы, «махачкалинский Арбат», место проведения торжественных шествий, народных гуляний и т. п.. Идёт от площади Ленина до площади Петра I у путепровода через железную дорогу. Проходит, следуя береговой линии.

## История

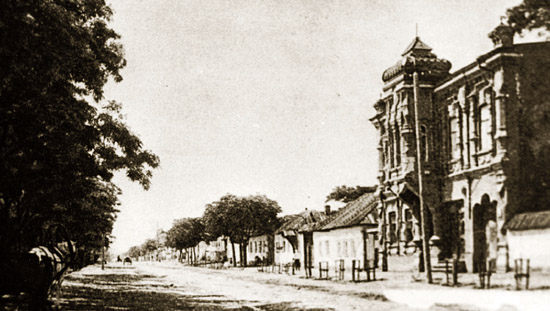
улица Инженерная, нач. 1930-х годов

Одна из четырёх улиц предшественника Махачкалы — Порта-Петровска.
Первоначальное название — Инженерная улица, здесь проходила инженерная граница города. Имела торгово-ремесленных характер. Отличалась благоустройством, одна из первых улиц была замощена и получила освещение керосиновыми фонарями, была обсажена деревьями. Из дореволюционной застройки на улице сохранились здания школы № 2, Пушкинской библиотеки, медресе (ныне здание занимает Дагестанский исламский университет имени Имама Шафии), фабрики имени Долорес Ибаррури.
На улице была православная церковь. В 1900 году жившие в городе казанские татары подавали прошение об отводе участка земли напротив церкви под строительство мечети и школы при ней, в чём было отказано. На улице располагалась преобразованная из открытой ещё в 1903 году прогимназии женская гимназия. В 1900 году на улице было разрешено построить общественную баню по образцу европейских торговых бань.
В годы Великой Отечественной войны на улице располагался ряд эвакогоспиталей
При советской власти неоднократно меняла названия — Молодёжная, затем — Комсомольская (с 1923), Сталина (1950), с 1954 года улица Ленина, с 1977 — Ленинский проспект.
В 2005 году проспект получил современное название в честь народного поэта Дагестана Расула Гамзатова (1923—2003)
Проспект реконструирован, выделена пешеходная зона, устроена центральная аллея, в выходные дни пешеходная зона увеличивается, организуются досуговые зоны. Планируется дальнейшее развитие проспекта с учётом опыта города Сингапур.

## Достопримечательности

### Здания и сооружения
- № 12 — здание бывшей первой женской гимназии (позднее — школа № 2, ныне Следственное управление Следственного комитета Российской Федерации по Республике Дагестан);
- № 12Б — здание бывшей первой городской библиотеки (до 2015 г. Республиканская юношеская библиотека имени А. С. Пушкина, ныне Театр Поэзии[9]);
- № 14 — здание бывшего Медресе 1899 года постройки (ныне Дагестанский исламский университет имени Имама Шафии);
- № 20 — здание Махачкалинского музыкального училища им. Г. А. Гасанова
- № 38 — здание Государственного республиканского русского драматического театра им. М. Горького и Лакского государственного музыкально-драматического театра имени Э. Капиева;
- № 40 — здание бывшего кинотеатра Комсомолец (ныне Кукольный театр);
- № 43 — здание Национальной библиотеки;
- № 57 — здание гостиницы «Ленинград» (до недавнего времени самое высокое жилое здание в республике, 17 этажей)
- Достопримечательностью считалось здание Дворца пионеров, не сохранившееся до настоящего времени[10][11] (находилось на месте современной гостиницы «Ленинград»[12]).

### Памятники
- Памятник на могиле Гамзата Цадасы[13][14][15]
- Мемориал погибшим при исполнении служебного долга милиционерам (2007)
- Памятник скорби по погибшим сотрудникам МВД (фонтан, 2019)[16]
- Памятник А. С. Пушкину (перед Театром поэзии)[17][18]
- Памятник Р. Гамзатову (перед Театром поэзии)
- Памятник Р. Гамзатову (перед зданием Русского театра)
- Памятник Юсупу Акаеву[19]
- Памятник Петру I

## Известные жители
- д. 2 — Гамзат Цадаса
- д. 16 — Руслан Ашуралиев (мемориальная доска), Шах-Эмир Мурадов (мемориальная доска)

## Пересечения
Проспект граничит или пересекается с улицами:
- улица Эфенди Капиева
- улица Дахадаева
- улица Максима Горького
- улица Леваневского
- улица Сулеймана Стальского
- улица Магомеда Ярагского (быв. 26 Бакинских комиссаров)
- улица Шеболдаева
- улица Гамзата Цадасы
- улица Ахлакова
- проспект Гамидова (быв. Кирова)

В ходе застройки часть улиц, ранее выходивших на проспект или пересекавших его, были превращены в тупики и не имеют больше связи с проспектом:
- улица Гаруна Курбанова (быв. Леваневского от д. № 2)[20]
- улица Сулеймана Стальского от ул. Оскара
- улица Абдулхалимова
- улица Юсупова (быв. Грозненская)

## Галерея

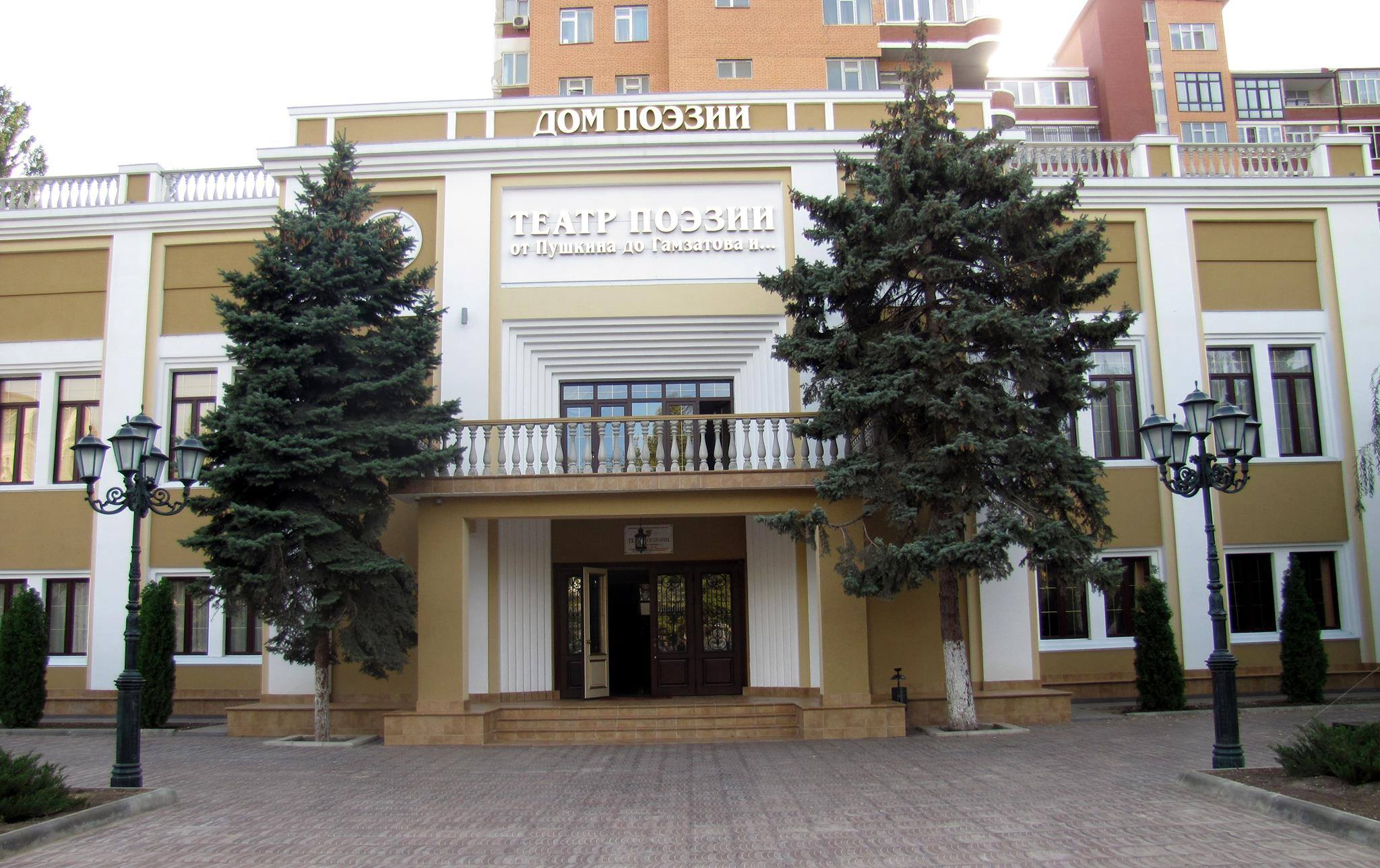
Дом Поэзии в Махачкале
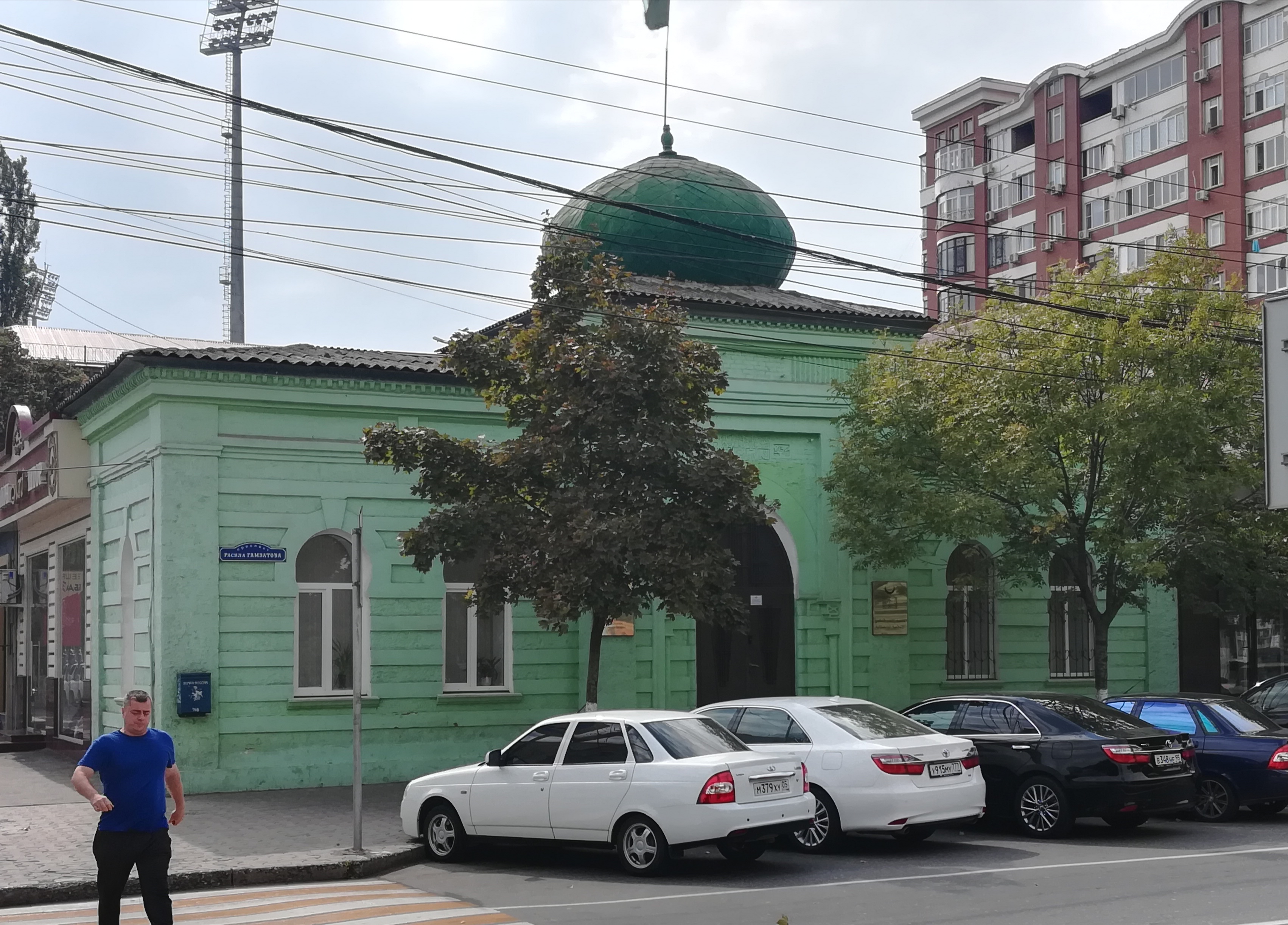
Дагестанский исламский университет имени Имама Шафии
Памятник Гамзату Цадасе
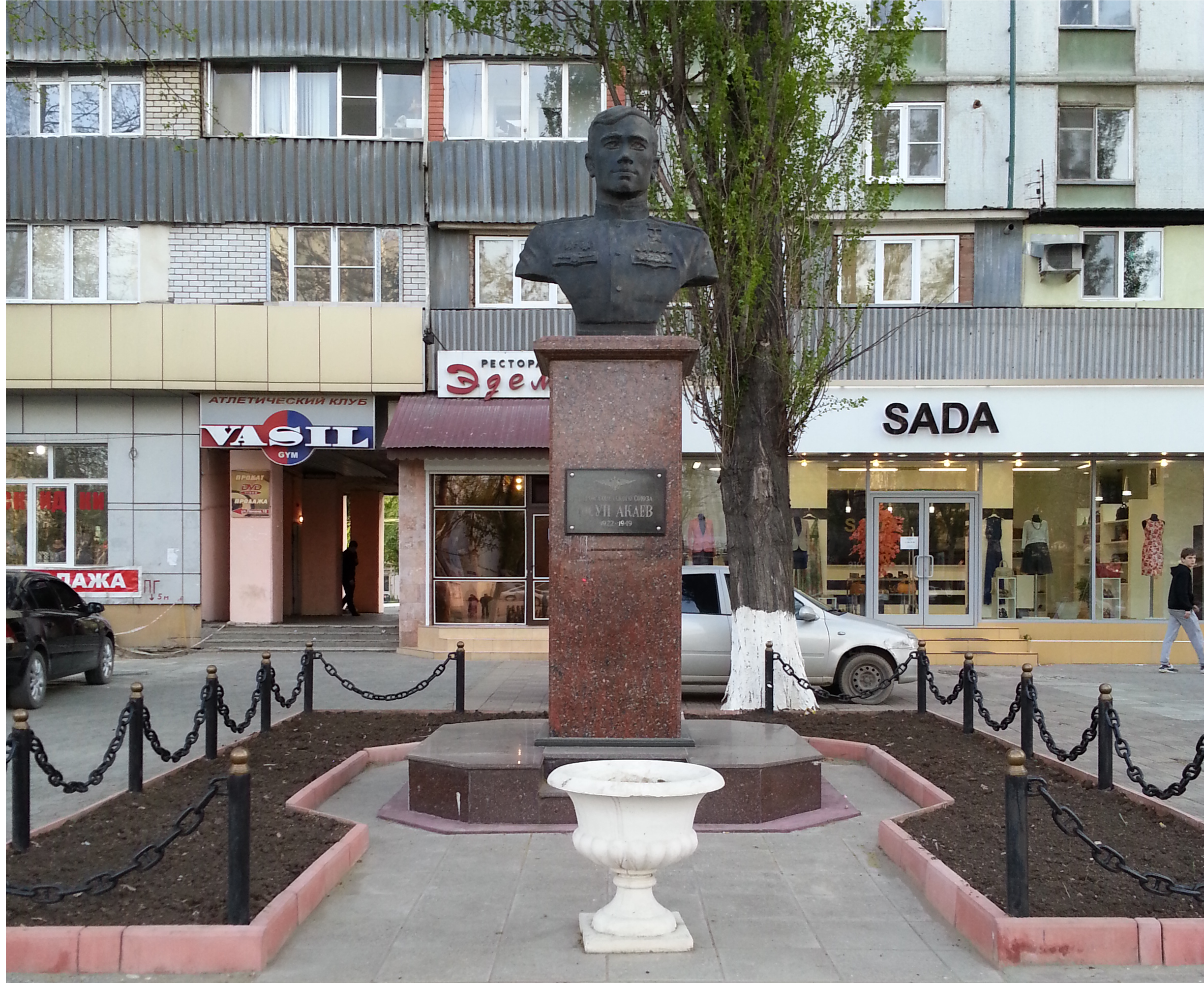
Памятник Ю. Акаеву
Мемориал погибшим при исполнении служебного долга милиционерам
Памятник Расулу Гамзатову перед Русским театром
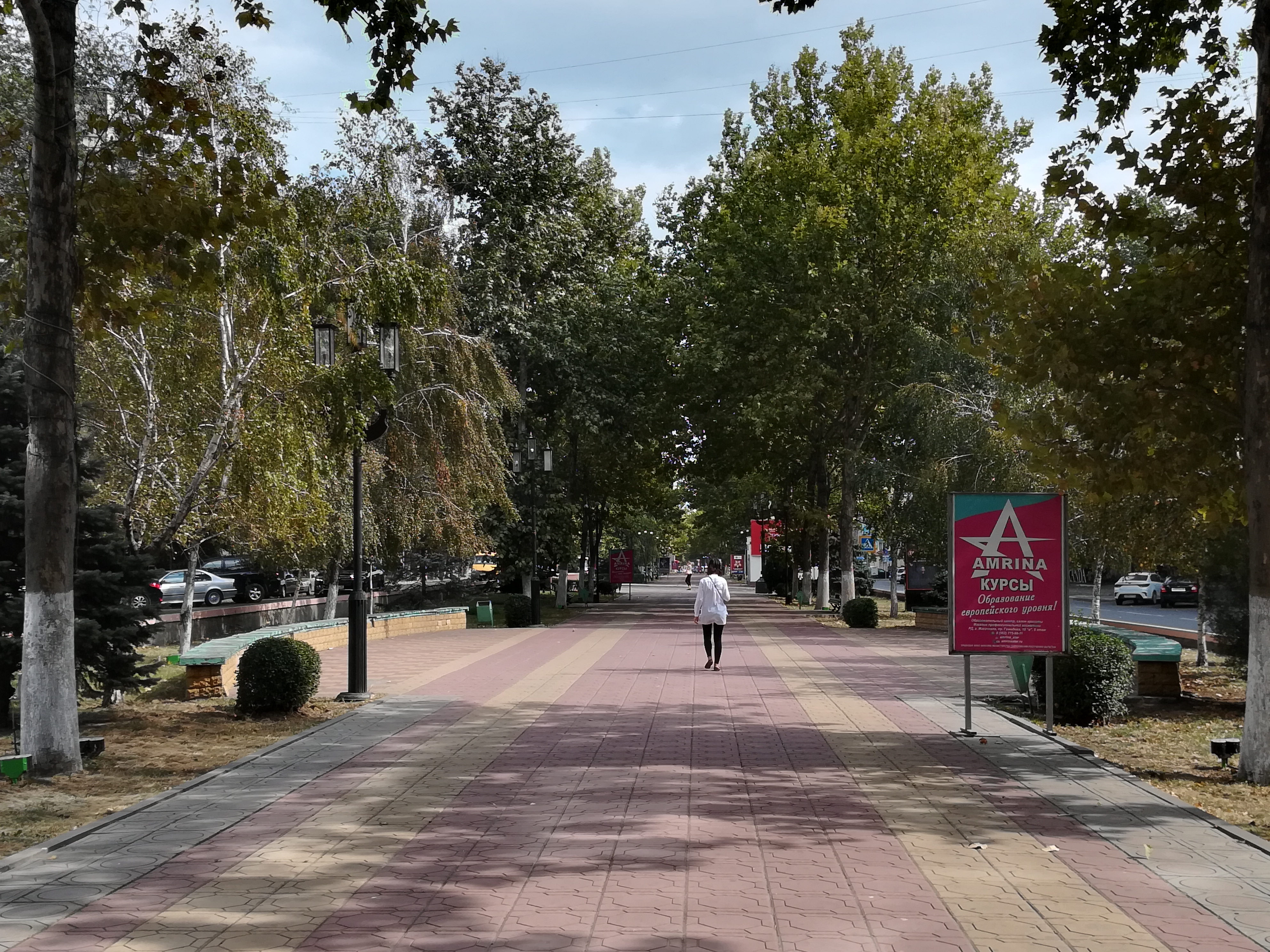
Бульварная часть проспекта
Шах-Эмир Мурадов, мемориальная доска
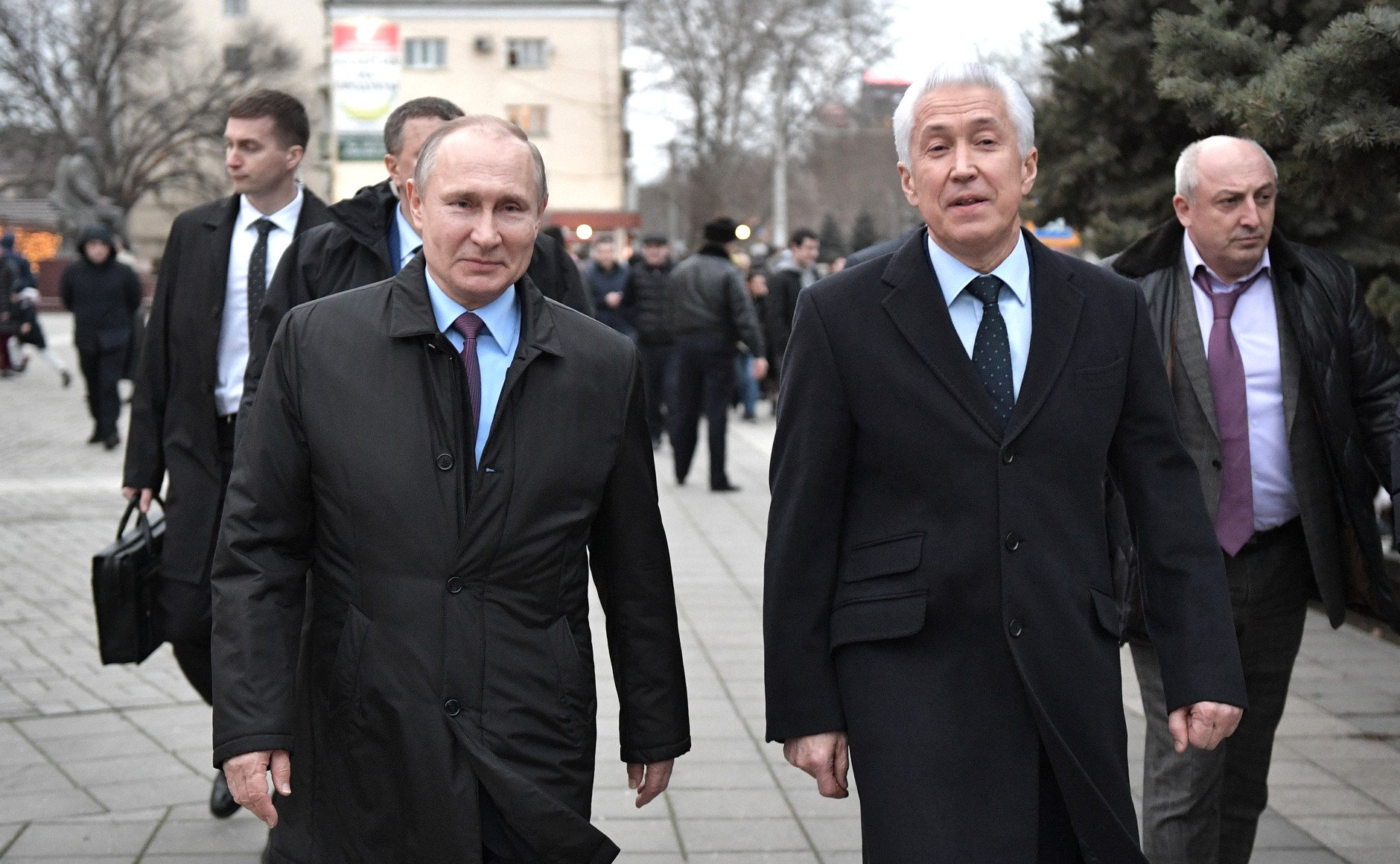
В. В. Путин и В. А. Васильев на проспекте Гамзатова
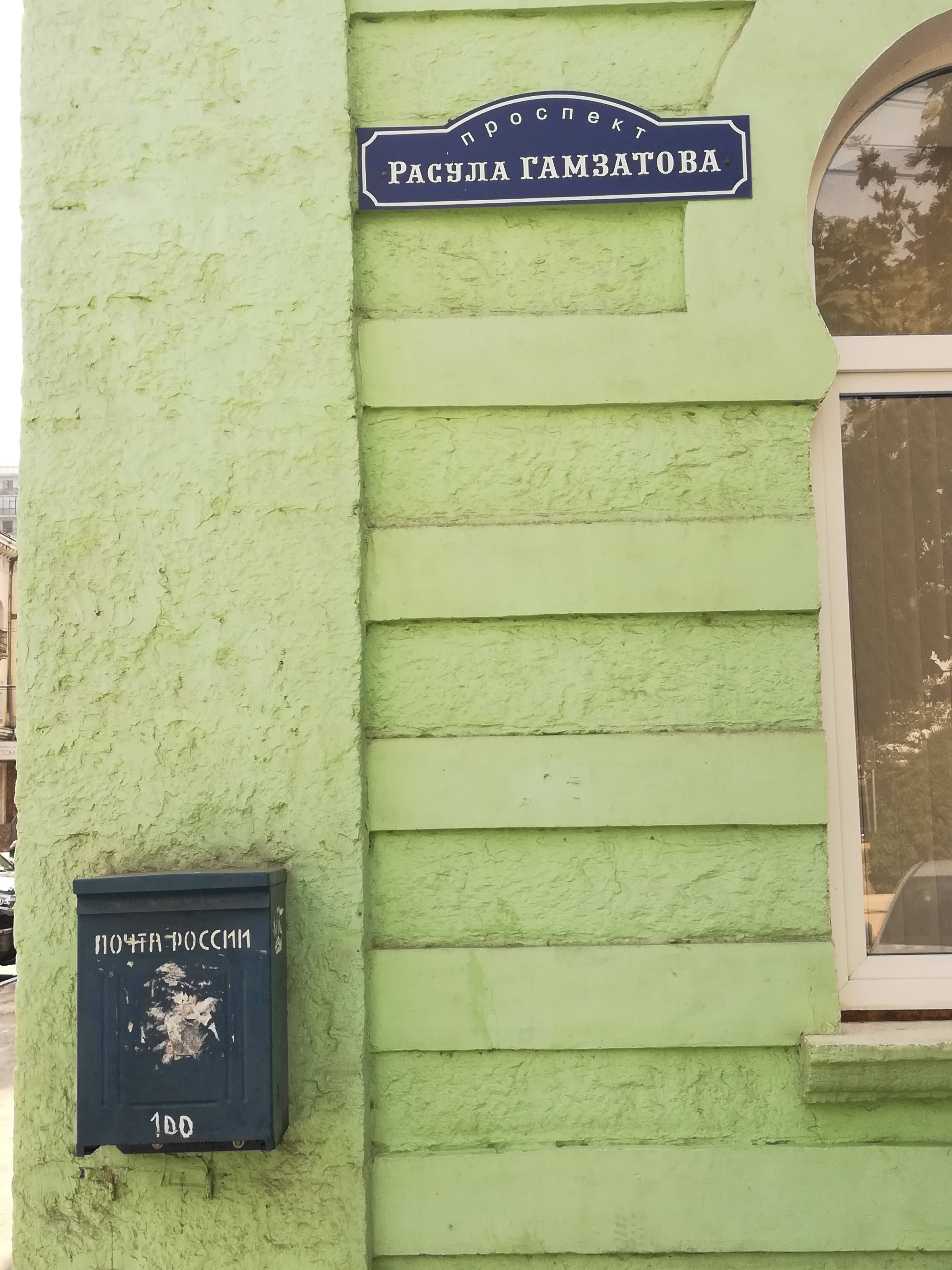